# Ayuda de cámara

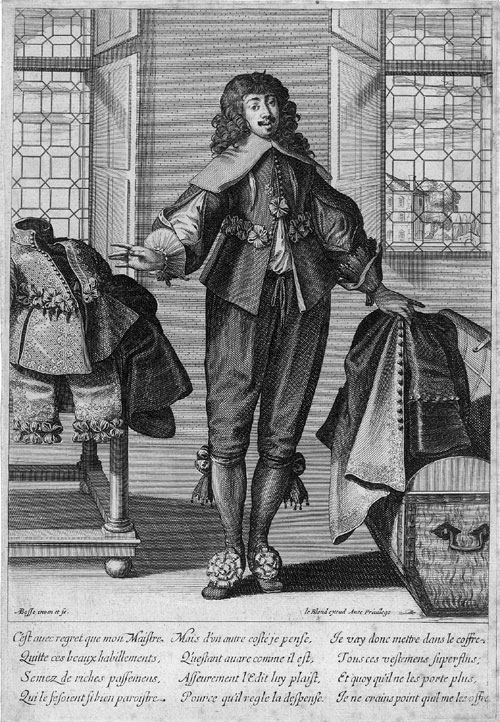
El ayuda de cámara, por Abraham Bosse

Según el diccionario de la Real Academia, ayuda de cámara del rey es el criado que sirve en la cámara de S. M. para ayudar a vestirle y otros usos. Según Covarrubias en su Tesoro de la lengua son los gentiles-hombres que se dan por ayudas a los caballeros de la llave dorada, que son de la cámara de S. M. para que acudan a los ministerios ordinarios en que no se han de ocupar los señores.
Debe notarse que aquí se toma la voz cámara en el sentido de la etiqueta o lo que es lo mismo, por los aposentos del rey.
Siendo regla de etiqueta que en el servicio ordinario y doméstico de palacio solo podían tocar al rey, el Camarero mayor y el Sumiller de Corps y en ausencia de ellos los gentiles-hombres de cámara, solo estas clases podían asistir al rey para vestirle en su dormitorio etc. Mas a fin de que les auxiliaran en ciertos servicios mecánicos, se crearon los ayudas de cámara o criados interiores del cuarto del rey los cuales se distinguían por una llave blanca, así como era dorada la de los gentiles-hombres. La clase de ayudas de cámara fue reformada y transformada en la de gentiles-hombres de lo interior y otras clases de serviciales.